# Vòng loại giải vô địch bóng đá châu Âu 2020 (Bảng C)
Bảng C của vòng loại giải vô địch bóng đá châu Âu 2020 là một trong mười bảng để quyết định đội nào sẽ vượt qua vòng loại cho vòng chung kết giải vô địch bóng đá châu Âu 2020. Bảng C bao gồm năm đội: Belarus, Estonia, Đức, Hà Lan và Bắc Ireland, nơi các đội tuyển này sẽ thi đấu với nhau mỗi trận khác trên sân nhà và sân khách trong một thể thức trận đấu vòng tròn.
Hai đội đứng đầu sẽ vượt qua vòng loại trực tiếp cho trận chung kết. Không giống như các lần trước, các đội tham gia vòng play-off sẽ không được quyết định dựa trên kết quả từ vòng bảng vòng loại, nhưng thay vào đó dựa trên thành tích của họ trong giải vô địch bóng đá các quốc gia châu Âu 2018-19.

## Bảng xếp hạng
| VT | Đội         | ST | T | H | B | BT | BB | HS  | Đ  | Giành quyền tham dự                                   |  | Đức | Hà Lan | Bắc Ireland | Belarus | Estonia |
| -- | ----------- | -- | - | - | - | -- | -- | --- | -- | ----------------------------------------------------- |  | --- | ------ | ----------- | ------- | ------- |
| 1  | Đức         | 8  | 7 | 0 | 1 | 30 | 7  | +23 | 21 | Vượt qua vòng loại cho vòng chung kết                 |  | —   | 2–4    | 6–1         | 4–0     | 8–0     |
| 2  | Hà Lan      | 8  | 6 | 1 | 1 | 24 | 7  | +17 | 19 | Vượt qua vòng loại cho vòng chung kết                 |  | 2–3 | —      | 3–1         | 4–0     | 5–0     |
| 3  | Bắc Ireland | 8  | 4 | 1 | 3 | 9  | 13 | −4  | 13 | Giành quyền vào vòng play-off dựa theo Nations League |  | 0–2 | 0–0    | —           | 2–1     | 2–0     |
| 4  | Belarus     | 8  | 1 | 1 | 6 | 4  | 16 | −12 | 4  | Giành quyền vào vòng play-off dựa theo Nations League |  | 0–2 | 1–2    | 0–1         | —       | 0–0     |
| 5  | Estonia     | 8  | 0 | 1 | 7 | 2  | 26 | −24 | 1  |                                                       |  | 0–3 | 0–4    | 1–2         | 1–2     | —       |

## Các trận đấu
Lịch thi đấu đã được phát hành bởi UEFA cùng ngày với lễ bốc thăm, đã được tổ chức vào ngày 2 tháng 12 năm 2018 tại Dublin. Thời gian là CET/CEST, như được liệt kê bởi UEFA (giờ địa phương, nếu khác nhau, nằm trong dấu ngoặc đơn).
| Hà Lan                                                 | 4–0      | Belarus |
| ------------------------------------------------------ | -------- | ------- |
| - Depay 1', 55' (ph.đ.) - Wijnaldum 21' - Van Dijk 86' | Chi tiết |         |

| Bắc Ireland                      | 2–0      | Estonia |
| -------------------------------- | -------- | ------- |
| - McGinn 56' - Davis 75' (ph.đ.) | Chi tiết |         |

| Hà Lan                    | 2–3      | Đức                                  |
| ------------------------- | -------- | ------------------------------------ |
| - De Ligt 48' - Depay 63' | Chi tiết | - Sané 15' - Gnabry 34' - Schulz 90' |

| Bắc Ireland                   | 2–1      | Belarus         |
| ----------------------------- | -------- | --------------- |
| - J. Evans 30' - Magennis 87' | Chi tiết | - Stasevich 33' |

| Estonia         | 1–2      | Bắc Ireland                     |
| --------------- | -------- | ------------------------------- |
| - Vassiljev 25' | Chi tiết | - Washington 77' - Magennis 80' |

| Belarus | 0–2      | Đức                   |
| ------- | -------- | --------------------- |
|         | Chi tiết | - Sané 13' - Reus 62' |

| Belarus | 0–1      | Bắc Ireland  |
| ------- | -------- | ------------ |
|         | Chi tiết | - McNair 86' |

| Đức                                                                                             | 8–0      | Estonia |
| ----------------------------------------------------------------------------------------------- | -------- | ------- |
| - Reus 10', 37' - Gnabry 17', 62' - Goretzka 20' - Gündoğan 26' (ph.đ.) - Werner 79' - Sané 88' | Chi tiết |         |

| Estonia     | 1–2      | Belarus                      |
| ----------- | -------- | ---------------------------- |
| - Sorga 54' | Chi tiết | - Naumov 48' - Skavysh 90+2' |

| Đức                             | 2–4      | Hà Lan                                                          |
| ------------------------------- | -------- | --------------------------------------------------------------- |
| - Gnabry 9' - Kroos 73' (ph.đ.) | Chi tiết | - F. de Jong 59' - Tah 66' (l.n.) - Malen 79' - Wijnaldum 90+1' |

| Estonia | 0–4      | Hà Lan                                       |
| ------- | -------- | -------------------------------------------- |
|         | Chi tiết | - Babel 17', 48' - Depay 76' - Wijnaldum 87' |

| Bắc Ireland | 0–2      | Đức                              |
| ----------- | -------- | -------------------------------- |
|             | Chi tiết | - Halstenberg 48' - Gnabry 90+3' |

| Belarus | 0–0      | Estonia |
| ------- | -------- | ------- |
|         | Chi tiết |         |

| Hà Lan                                | 3–1      | Bắc Ireland    |
| ------------------------------------- | -------- | -------------- |
| - Depay 81', 90+4' - L. de Jong 90+1' | Chi tiết | - Magennis 75' |

| Belarus      | 1–2      | Hà Lan               |
| ------------ | -------- | -------------------- |
| - Drahun 54' | Chi tiết | - Wijnaldum 32', 41' |

| Estonia | 0–3      | Đức                              |
| ------- | -------- | -------------------------------- |
|         | Chi tiết | - Gündoğan 51', 57' - Werner 71' |

| Đức                                          | 4–0      | Belarus |
| -------------------------------------------- | -------- | ------- |
| - Ginter 41' - Goretzka 49' - Kroos 55', 83' | Chi tiết |         |

| Bắc Ireland | 0–0      | Hà Lan |
| ----------- | -------- | ------ |
|             | Chi tiết |        |

| Đức                                                       | 6–1      | Bắc Ireland |
| --------------------------------------------------------- | -------- | ----------- |
| - Gnabry 19', 47', 60' - Goretzka 43', 73' - Brandt 90+1' | Chi tiết | - Smith 7'  |

| Hà Lan                                         | 5–0      | Estonia |
| ---------------------------------------------- | -------- | ------- |
| - Wijnaldum 6', 66', 79' - Aké 19' - Boadu 87' | Chi tiết |         |

## Cầu thủ ghi bàn
Đã có 69 bàn thắng ghi được trong 20 trận đấu, trung bình 3.45 bàn thắng mỗi trận đấu.
8 bàn thắng
- Serge Gnabry
- Georginio Wijnaldum

6 bàn thắng
- Memphis Depay

4 bàn thắng
- Leon Goretzka

3 bàn thắng
- İlkay Gündoğan
- Toni Kroos
- Marco Reus
- Leroy Sané
- Josh Magennis

2 bàn thắng
- Timo Werner
- Ryal Babel

1 bàn thắng
- Stanislaw Drahun
- Nikita Naumov
- Maksim Skavysh
- Ihar Stasevich
- Erik Sorga
- Konstantin Vassiljev
- Julian Brandt
- Matthias Ginter
- Marcel Halstenberg
- Nico Schulz
- Nathan Aké
- Myron Boadu
- Virgin van Dijk
- Frenkie de Jong
- Luuk de Jong
- Matthijs de Ligt
- Donyell Malen
- Steven Davis
- Jonny Evans
- Niall McGinn
- Paddy McNair
- Michael Smith
- Conor Washington

1 bàn phản lưới nhà
- Jonathan Tah (trong trận gặp Hà Lan)

## Kỷ luật
Một cầu thủ sẽ bị đình chỉ tự động trong trận đấu tiếp theo cho các hành vi phạm lỗi sau đây:
- Nhận thẻ đỏ (treo thẻ đỏ có thể được gia hạn đối với các hành vi phạm lỗi nghiêm trọng)
- Nhận ba thẻ vàng trong ba trận đấu khác nhau, cũng như sau thẻ thứ năm và bất kỳ thẻ vàng tiếp theo nào (việc treo thẻ vàng được chuyển tiếp đến vòng play-off, nhưng không phải là trận chung kết hoặc bất kỳ trận đấu quốc tế nào khác trong tương lai)

Các đình chỉ sau đây đã (hoặc sẽ) được phục vụ trong các trận đấu vòng loại:
| Đội tuyển | Cầu thủ        | Thẻ phạt                                                                                            | Bị đình chỉ cho các trận đấu     |
| --------- | -------------- | --------------------------------------------------------------------------------------------------- | -------------------------------- |
| Estonia   | Joonas Tamm    | v Bắc Ireland (21 tháng 3 năm 2019) · v Đức (11 tháng 6 năm 2019) · v Hà Lan (9 tháng 9 năm 2019)   | v Belarus (10 tháng 10 năm 2019) |
| Đức       | Emre Can       | v Estonia (13 tháng 10 năm 2019)                                                                    | v Belarus (16 tháng 11 năm 2019) |
| Hà Lan    | Marten de Roon | v Belarus (21 tháng 3 năm 2019) · v Đức (6 tháng 9 năm 2019) · v Bắc Ireland (16 tháng 11 năm 2019) | v Estonia (19 tháng 11 năm 2019) |